# Jan Ziegloser
Jan Ziegloser (18. června 1875 Jetětice u Písku – 26. ledna 1955 Praha) byl český novinář, nakladatel a vlastenecký aktivista a levicový politik souzený v procesu s tzv. Omladinou v únoru roku 1894, při kterém působil jako jeden z nejvýraznějších z celé skupiny. U soudu byl odsouzen k osmiletému trestu vězení, nejvyššímu z celého procesu. Po svém propuštění se ve spolupráci se svou manželkou Annou Ziegloserovou-Mimrovou věnoval novinářské a vydavatelské činnosti.

## Život

### Mládí
Narodil se v Jetěticích nedaleko Písku do české rodiny, v mládí odešel do Prahy. Ve svých studentských letech se netajil svými národoveckými a protirakouskými postoji a stýkal se s kruhy pražské studentské i dělnické radikální mládeže, seznámil se též s myšlenkami ruského anarchisty Bakunina. Posléze byl v Praze zaměstnán jako tiskař.

### Demonstrace 17. srpna 1893
17. května 1893 byl ukončen poslední pokus o přijetí tzv. punktačních bodů, které měly česko-německé národnostní spory vyřešit faktickým rozdělením zemské správy na oblasti české, německé a smíšené, a tím v podstatě rozložit tradiční Království české. V červnu 1893 zorganizovala německorakouská sociálně demokratická strana velké demonstrace za všeobecné hlasovací právo. Ziegloserem se do protestů aktivně zapojoval, navíc vlastnil hektograf, na kterém s přáteli tiskli letáky a tiskoviny zesměšňující majestát císaře a monarchie. Tyto letáky pak šířili mezi známe a také při demonstracích.
Napjatá politická atmosféra vyvrcholila 17. srpna 1893 masivním incidentem při slavnostním průvodu Prahou u příležitosti oslav třiašedesátých narozenin císaře Františka Josefa I. Mladí radikálové je využili k demonstracím svých požadavků za zlepšení národnostních práv Čechů, ale objevovaly se též plakáty proti vládnoucí dynastii a vládě. Demonstranti křikem přehlušili vojenskou kapelu při oficiálním ceremoniálu na Staroměstském náměstí, pak se vydali Celetnou ulicí, provolávali hesla, slovně tupili císaře, rozbili výklady restaurace U císaře rakouského a vývěsní tabule šlechtického kasína. Akce byl osobně přítomen Ziegloser, velmi pravděpodobně se zde objevil též posléze souzený Václav Čížek.

### Proces s tzv.Omladinou

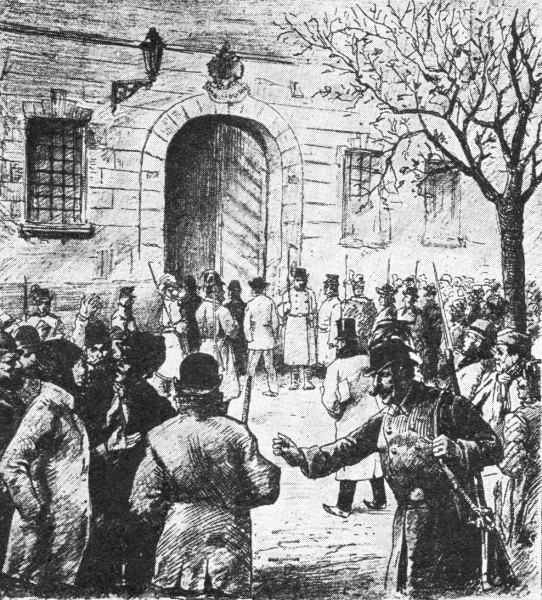
Proces s Omladinou (dobová kresba)

Rakouská policie následně začala hromadně zatýkat v řadách české radikální mládeže. Úřední vyšetřovací verze policie pod vedením vyšetřovatele Václava Oliče spočívala v předpokladu existence tajného, tj., úředně nepovoleného, radikálního spolku, který měl pořádat protestní a další protirakouské akce (šíření letáků a tiskovin, přemalovávání rakouských státních symbolů atd.). Verzi podporovala i řada indicií, například existence množství drobných, úředně neoznámených spolků mládeže, které se často s odkazem na svůj věk nazývali omladina. stejně jako částečně smyšlená svědectví několika českých konfidentů, Dále policie na udání dvacetiletého Rudolfa Mrvy zatkla Jana Zieglosera, v jeho domě pak našla schovaný hektograf, který Ziegloser předtím důvěřivě ukázal Mrvovi. Zatčeni byli i jeho spolupracovníci, včetně Václava Čížka.
Celkem 38 zatčených tzv. omladinářů bylo vězněno v Novoměstské káznici v areálu Novoměstské radnice, všem bylo mezi 16 a 31 lety. Mezi další zadržené patřili například politici Alois Rašín, právník Karel Stanislav Sokol, redaktor Josef Škába, básník Stanislav Kostka Neumann, bratři Antonín a Alois Hajnové nebo novinář Antonín Pravoslav Veselý. Po Mrvově brutální vraždě dvěma jeho přáteli O. Doležalem a F. Dragounem jakožto pomsty za udavačství byl při nové vlně zatýkání zadržen také Antonín Čížek II. a obviněn z podílu na násilném činu. Ve vězení je navštěvovali některé osobnosti českého politického života, včetně Tomáše Garrigue Masaryka, kteří vynášeli ven z vězení motáky.

### Soudní líčení

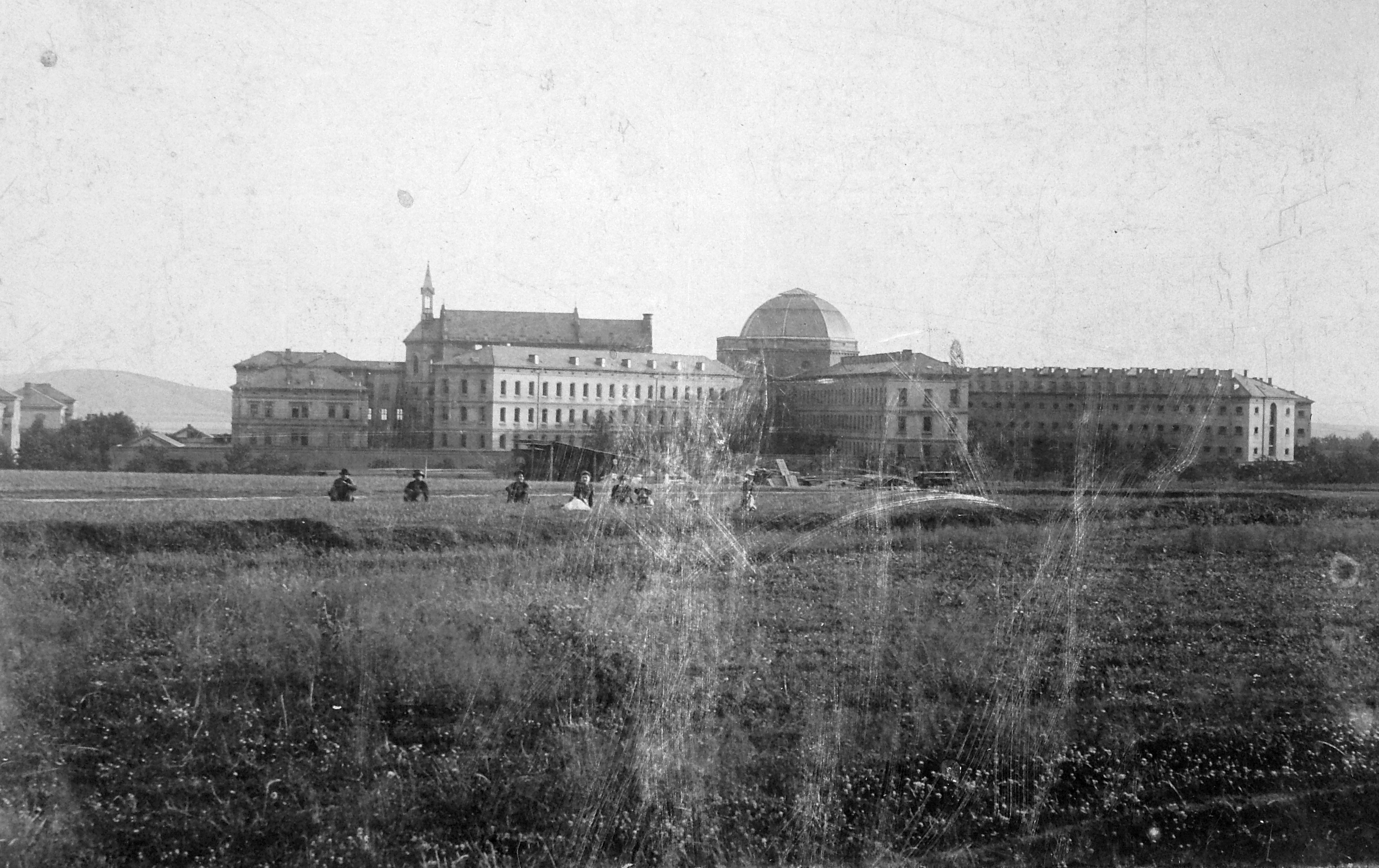
Borská věznice v Plzni v roce 1905

Soudní proces s Omladinou probíhal v soudní síni Novoměstské káznice začátkem února 1894, tribunálu předsedal soudní rada Krčmář, skupinu hájilo několik obhájců v čele s JUDr. Baxou. Alois Rašín napadal celý proces pro absenci jeho právního základu. Jednání za mimořádného veřejného zájmu a masivní účasti příchozích probíhala mimořádně emotivně a byla často přerušována výkřiky z davu či z řad souzených. Mezi těmi vynikal především Václav Čížek, jako jeden z nejhorlivějších řečníků. Několikrát byl napomínán pro pohrdání soudem a jeho nepoddajné chování u soudu se pak též projevilo na výši jeho trestu.
| „                                                                               | Předseda (ve velkém vzrušení): »Vyzývám obžalované naposledy, aby se vzdálili. Jinak užiji zákona a každý přičti si následky sám.« Hrobové ticho. Obžalovaní konečně opouštějí porotní síň, ale zůstávají státi v čekárně. Oddělení stráže s nasazenými bodáky za nesmírného křiku, soptění a zlořečení žene vyšetřované, »Rudý prapor« v pravém slova smyslu řvoucí, do cel. Jednotlivci, mezi nimiž vyniká V. Čížek, rozhalují košile, nastavují prsa a volají v děsném vzteku: »Bodněte! Vrahové! | “ |
| — Antonín Pravoslav Veselý: '"Proces Omladiny'', Praha, Vlastním nákladem, 1902 | |   |

Nejvyšší tresty odnětí svobody byly nakonec uděleny 14. února 1894 ve výši: Josefu Ziegloserovi (8 let), Václavu Čížkovi (6 let), Františku Synáčkovi (6 let), Bořivoji Vajgertovi (5 let), H. Hradcovi (5 let), B. Štichovi (5 let), dalších 62 odsouzených dostalo tresty vězení v délce od několika měsíců do tří a půl roku. Odsouzení se rozsudek dozvěděli až toho dne večer díky propašovaným novinám. Druhý proces ve věci tzv. Omladiny se odehrál od 13. do 20. března s obviněnými ve věci vraždy Rudolfa Mrvy, Antonín Čížek II., který skupinu háji, dosáhl ve svém případě plného osvobození, mimo jiné díky tomu Doležal a Dragoun se později k vraždě sami doznali. Odsouzení podle politických paragrafů byli uvězněni v nově postavené plzeňské věznici na Borech, odsouzení podle kriminálních paragrafů (výtržnictví apod.) byli umístěni do Pankrácké věznice v Praze. Ziegloserovi byla, stejně jako dalším důležitým postavám procesu, nařízena samovazba, zde se věnoval literární tvorbě

### Propuštění

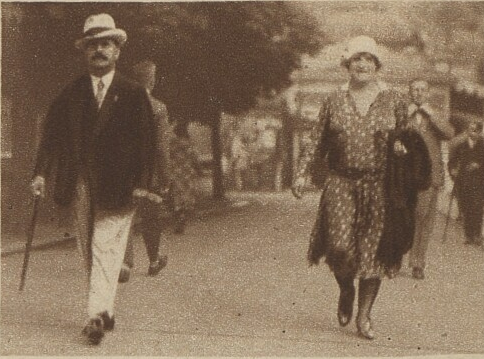
Manželé Jan a Anna Ziegloserovi v Karlových Varech roku 1929

Téměř všichni odsouzení v procesu s tzv. Omladinou měli být na podzim 1895 postupně propuštěni na amnestii, která se Však na Zieglosera neměla vztahovat. Čížek, Rašín, Sokol, Škába a mnozí další odmítali vězení opustit, aby podtrhli nesmyslnost procesu. Poslední věznění nakonec vyšli 5. listopadu 1895 na svobodu v rámci amnestie vyhlášené předešlého dne. Dva z odsouzených ve vězení záhy zemřeli na tuberkulózu, Václav Čížek pak ve stavu hluboké deprese spáchal 8. listopadu Václavském náměstí sebevraždu zastřelením. Jan Ziegloser byl nakonec předčasně propuštěn.

### Publikační činnost
Oženil se s Annou Mimrovou, feministkou, sufražetkou a spisovatelkou, původem z Plzně. Anna psala do Národních listů, Národní politiky, Zvonu aj. Kromě prózy psala též divadelní hry a pracovala ve filmovém oboru. Od roku 1903 společně redigovali revui českých žen Ženský obzor. Za první světové války byl kvůli své publikační činnosti obviněn pro zločin proti válečné moci a na čas uvězněn. Rodina pak byla pod policejním dozorem, Anna přesto pomáhala ukrývat se „politicky podezřelým“ Čechům a Jihoslovanům v pražských nemocnicích.
Za druhé světové války se manželé zapojili do protinacistického odboje. Anna Ziegloserová byla roku 1942 během heydrichiády zatčena a popravena na kobyliské střelnici.

### Úmrtí
Jan Ziegloser zemřel 26. ledna 1955. Byl pohřben na Olšanských hřbitovech, spolu se svou manželkou.